# Maljalahti
Maljalahti est un quartier du centre-ville de Kuopio en Finlande.

## Description
À Maljalahti se trouvent entre autres la gare de Kuopio, la prison de Kuopio et le parc Hapelähteenpuisto.

## Lieux et monuments

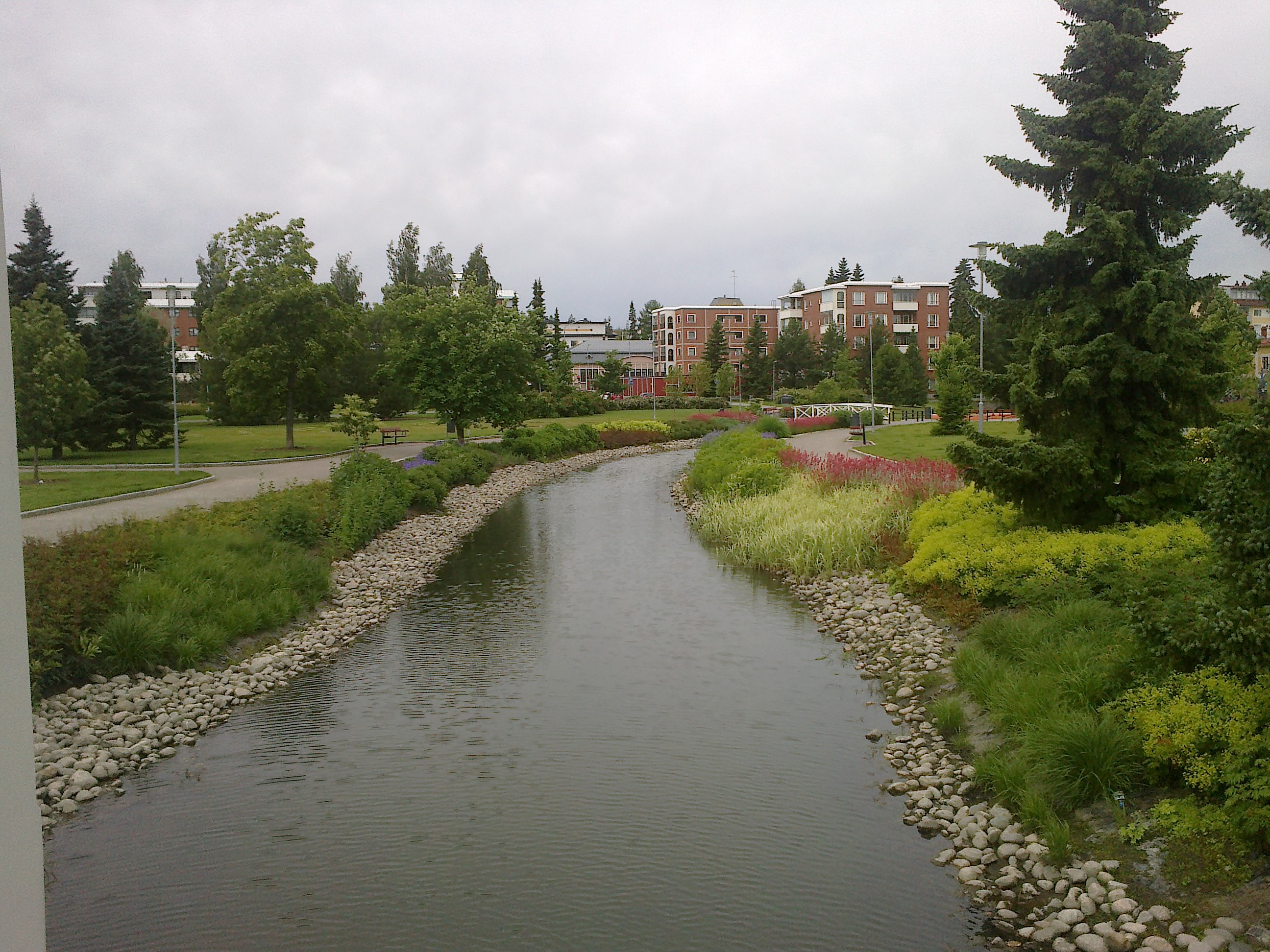
Parc Hapelähteenpuisto.
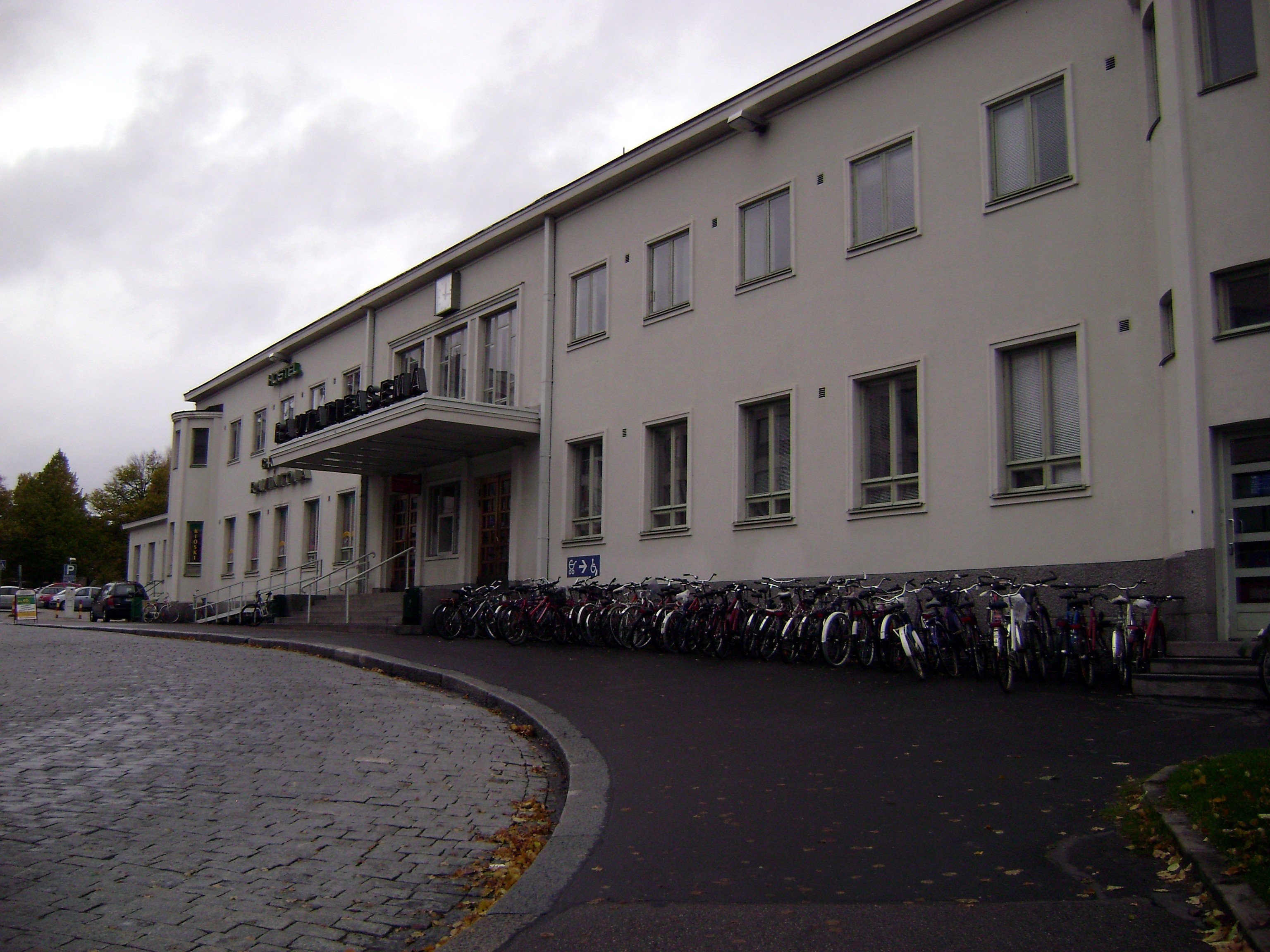
Gare de Kuopio.
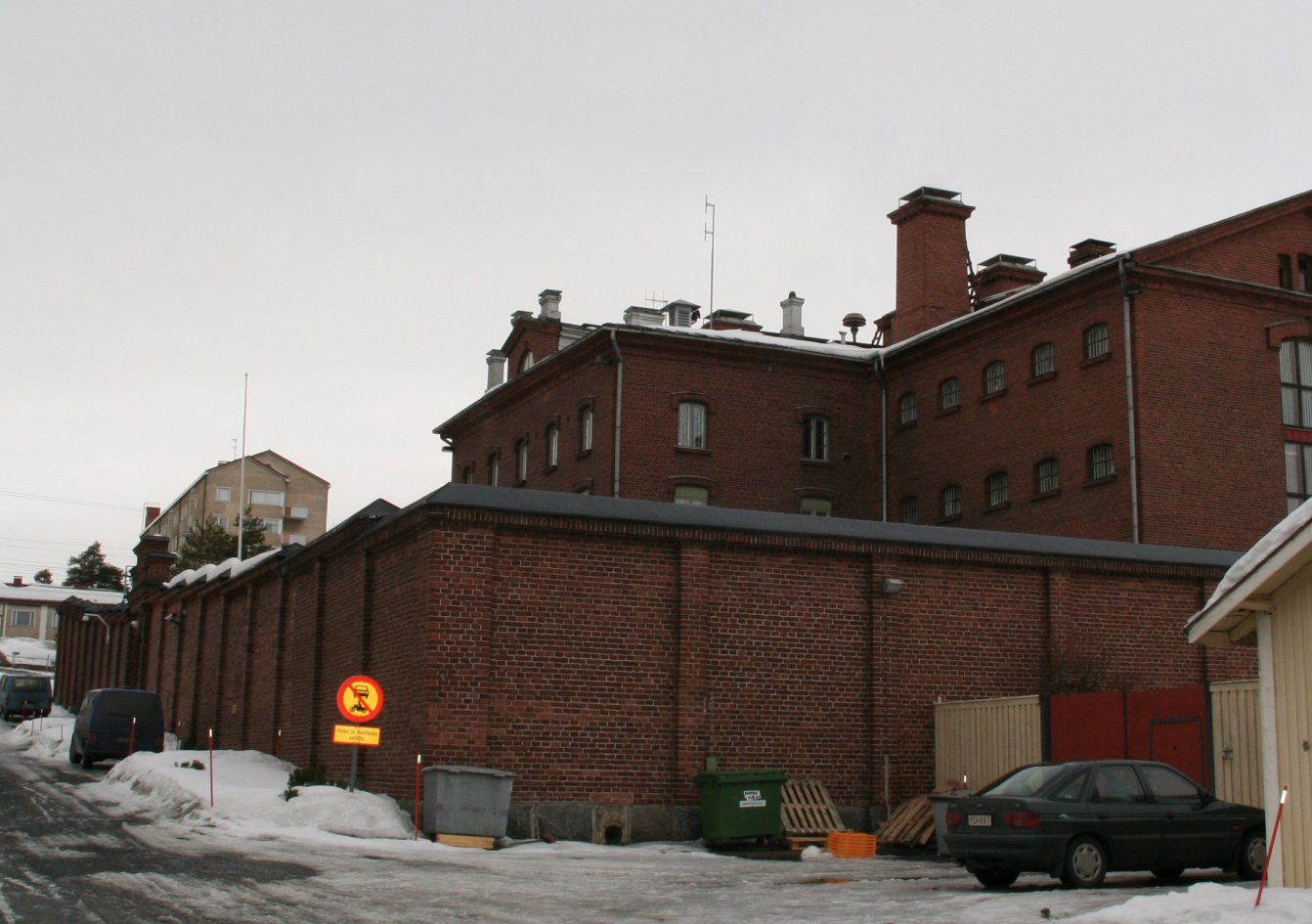
Prison de Kuopio.
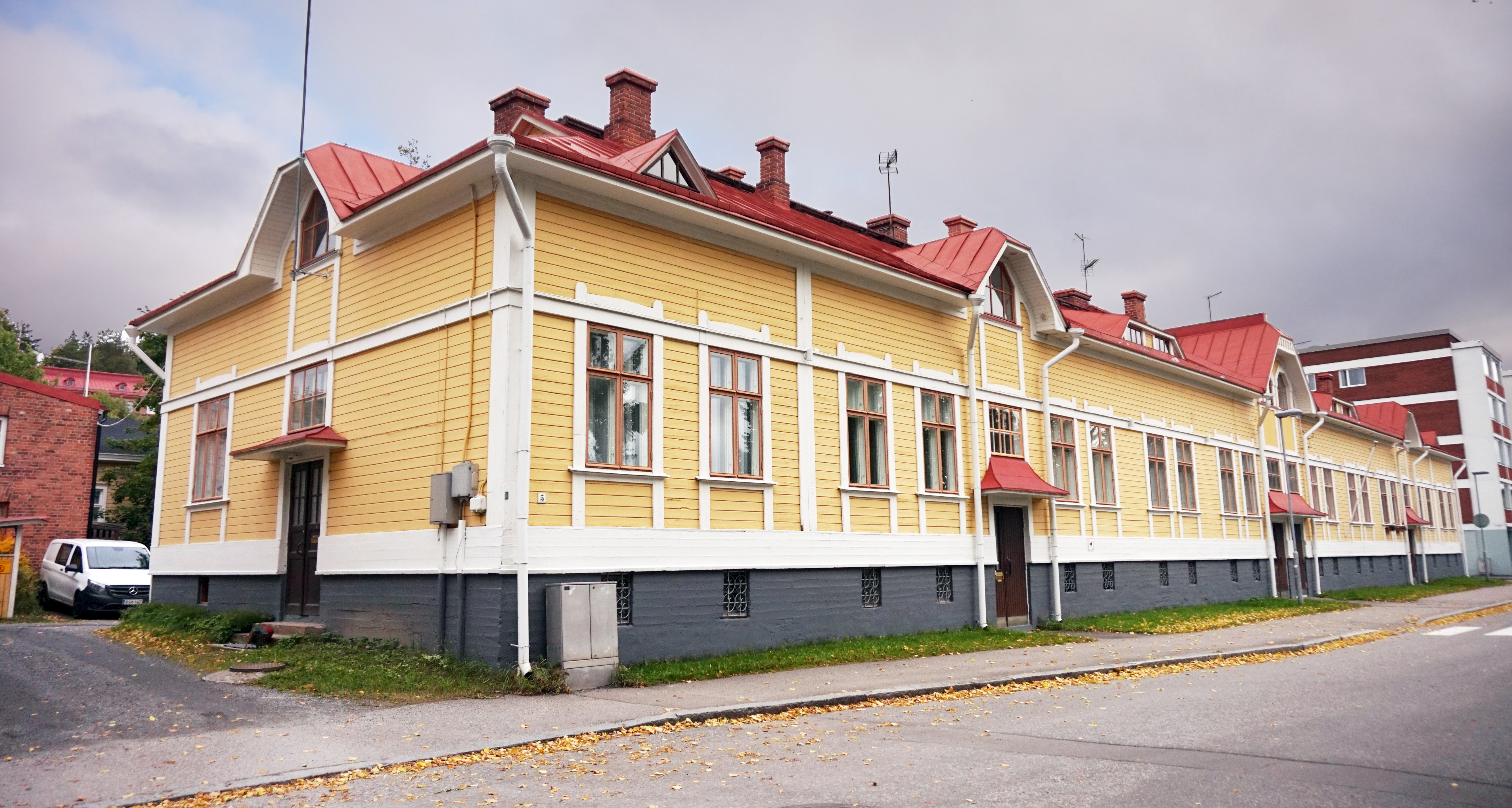
Hapelähteenkatu 5.jpg
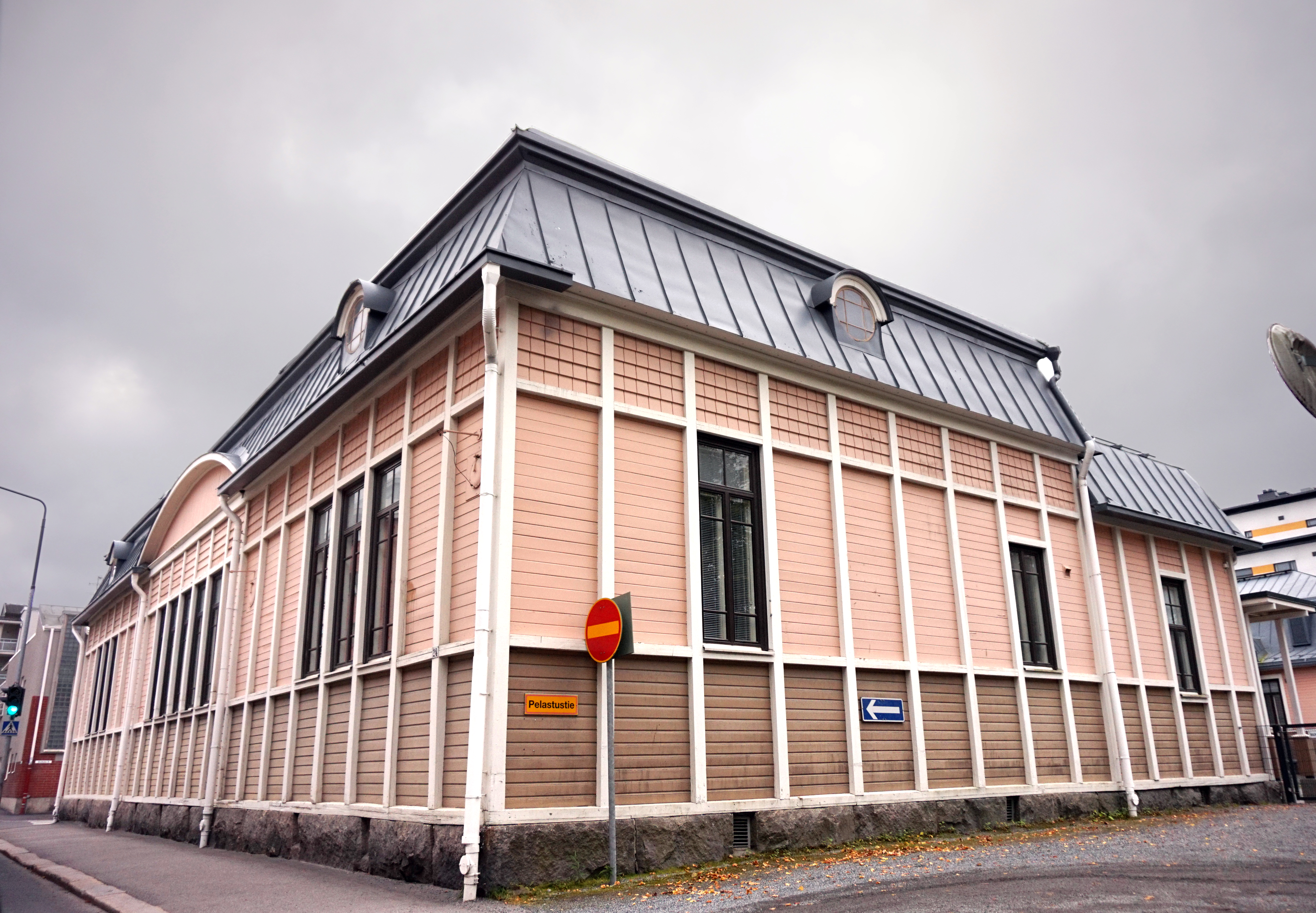
Kuopio - Suokatu 7.jpg